# Syndrome de Pendred
Pour les articles homonymes, voir Pendred.
Le syndrome de Pendred est une maladie génétique associant une surdité de perception, des anomalies osseuses de l'oreille interne (élargissement de l’aqueduc vestibulaire, hypoplasie cochléaire) et un goitre thyroïdien secondaire à un trouble du transport de l'iode vers la cellule thyroïdienne.
La présence d'anomalie thyroïdienne est variable ; le goitre n'est pas présent à la naissance mais se développe à l'âge de la puberté (40 %) ou à l'âge adulte (60 %). Une hypothyroïdie peut se développer si l'apport d'Iode est trop bas. La fonction vestibulaire est anormale dans la majorité des cas.
Au niveau radiologique les anomalies de l'oreille interne sont de type élargissement de l'aqueduc vestibulaire (comme retrouvé dans les surdités DFNB4) et une hypoplasie cochléaire (très rare dans les surdités DFNB4, mais courant dans le SP). Ces anomalies peuvent être diagnostiquées surtout au scanner ou à l'IRM.
Le diagnostic est confirmé par l'analyse moléculaire.
La maladie présente une extrême variabilité inter- et intrafamiliale dans la gravité des symptômes et l'âge de leur apparition.
La prise en charge inclut des contrôles de l'audition annuels avec appareillage auditif dès que la surdité est diagnostiquée. Les patients avec une surdité sévère ou profonde peuvent parfois bénéficier d'une implantation cochléaire. La dysfonction thyroïdienne pourra être traitée par la thérapie médicamenteuse standard.

## Sources
- (en) Richard JH Smith, Guy Van Camp « Pendred Syndrome » In GeneTests: Medical Genetics Information Resource (database online). Copyright, University of Washington, Seattle. 1993-2005
- Fiche Orphanet